# Francisco de Vitoria

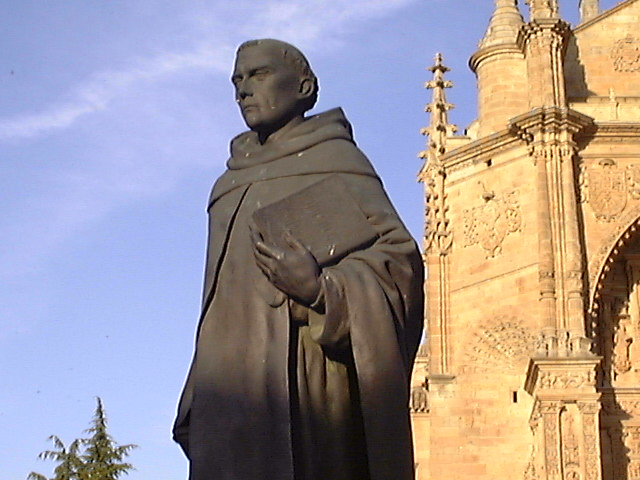
Una statua dedicata a Francisco de Vitoria a Salamanca.

(Francisco de Vitoria)
Francisco de Vitoria (Burgos, 1483/1486 – Salamanca, 12 gennaio 1546) fu un domenicano spagnolo. È considerato uno dei padri fondatori del diritto internazionale e uno dei maggiori rappresentanti della scuola filosofica di Salamanca Secondo il giurista statunitense Arthur Nussbaum, Vitoria è stato "il primo a esporre le nozioni (sebbene non i termini) di libertà di commercio e libertà dei mari"..

## Biografia
Sebbene non scrisse molto, le sue lezioni a Salamanca furono molto seguite e influenti in Spagna. Ebbe, pertanto, diversi allievi e seguaci, come i teologi Alonso de la Vera Cruz, Melchor Cano, Domingo de Soto, Diego de Zúñiga, Andrés de Vega, Bartolomé de Medina, Pedro de Pravia. Tra i suoi allievi vi fu lo stesso Carlo V. A Parigi de Vitoria fu pupillo del domenicano fiammingo Pierre Crockaert, il quale indirizzò l'insegnamento della teologia verso il Tomismo. Il periodo parigino fu per de Vitoria cruciale nella sua formazione durante la "rinascita tomistica".
Diede un contributo alla riflessione teologica sul tema della guerra giusta, già affrontato, tra gli altri, da Sant'Agostino e San Tommaso d'Aquino. Accettò sostanzialmente la dottrina dell'Aquinate, introducendo però il concetto di proporzionalità, per cui i mali che una guerra provoca non devono essere maggiori di quelli a cui intende portare rimedio.
Insieme a Bartolomé de Las Casas, fu anche il primo teologo ad affrontare la questione della conquista spagnola delle terre americane da poco scoperte ed il problema del rispetto dei diritti degli indios, cioè dei nativi di quelle regioni.
A differenza di Las Casas, egli affermava che il papa non può concedere al re cattolico il cosiddetto "patronato" (e cioè il mandato di evangelizzare le popolazioni indigene, assumendo anche il potere temporale su di esse) in quanto il papa non è “dominus orbis”, né ha potestà in campo temporale sugli infedeli. Vitoria dunque contesta le giustificazioni in base alle quali si legittima la conquista, anche negli argomenti più accreditati, come la bolla Inter Caetera e il Trattato di Tordesillas. Anche le argomentazioni basate sul concetto aristotelico della naturale schiavitù introdotte da John Mair sono contestate da Vitoria, convinto del fatto che gli indigeni, prima dell'arrivo degli spagnoli, governavano legittimamente le loro terre ed era quindi esclusa la schiavitù naturale.
Di fronte a questi principi vengono consolidati i diritti degli indios, tra i quali la nativa libertà, la loro dignità umana, la capacità giuridica. In particolare, negò l'applicabilità del concetto giuridico del res nullius da parte degli Spagnoli, in quanto i nativi già presenti precedentemente all'arrivo di Colombo e pertanto pieni titolari della sovranità e della proprietà delle loro terre, per cui l'Impero Spagnolo non avrebbe potuto rivendicarne il possesso.
De Vitoria costruisce anche il nuovo concetto di diritto internazionale, ove la cristianità medievale è sostituita dalla comunità universale del genere umano, nella quale sono conviventi stati cristiani e gli altri popoli del mondo in una situazione di parità. È così rotto per sempre l'incantesimo della società cristiana universale tipico del medioevo.
Proprio sulla base dell'universalizzazione dei diritti, coerentemente, Vitoria definisce una serie di “titoli legittimi” della conquista, come il diritto di evangelizzare, di commerciare e di diventare cittadini. Se questi diritti venissero negati, allora la guerra sarebbe legittima, in assenza di alternative. Anche nel caso vigano usanze disumane, come i sacrifici umani e il cannibalismo la guerra sarebbe legittima. Egli dunque inquadrava teologicamente e giuridicamente la conquista delle Americhe nella trama concettuale della "guerra giustificata", che tale era solo in presenza di una "giusta causa"; de Vitoria istruì, tra gli altri, anche il suo coetaneo Hernan Cortez.
Francesco de Vitoria è onorato di una statua posta davanti alla sede della Nazioni Unite di New York e di un grande ritratto collocato nel Salone della Pace di Ginevra, perché considerato precursore dell'idea di "Nazioni Unite". Andrés de Vega e Pedro de Pravia furono tra i suoi allievi.

## Opere
- De potestate civili, 1529
- Del Homicidio, 1530
- De matrimonio, 1531
- De potestate ecclesiae I eta II, 1532
- De Jure belli Hispanorum in barbaros, 1532
- De potestate papae et concilii, 1534
- De augmento caritatis et diminutione, 1535
- De eo, quod tenetur homo, cum primum venit ad usum rationis, 1535
- De simonia, 1536
- De temperantia, 1537
- Relectio de Indis, 1538
- De arte magica, 1540
- De regno Christi, ca. 1528
- (LA) Francisco de Vitoria, Relectiones Theologicae, Antverpiae, apud Iacobum Boyerium, 1557. URL consultato il 12 settembre 2019.
- Summa sacramentorum Ecclesiae, 1561

Di grande importanza è il suo ampio commentario, anch'esso conservato solo in forma manoscritta, sulle opere di Tommaso d'Aquino:
- Comentario a la Secunda secundae de Santo Tomás, ed. Vicente Beltrán de Heredia, 6 volúmenes, Salamanca 1932-1952.
- Textos inéditos de Francisco de Vitoria", en Friedrich Stegmüller: Francisco de Vitoria y la doctrina de la gracia en la Escuela salmantina". Barcelona 1934: 166-482